# Basadingen
Basadingen är en ort i kommunen Basadingen-Schlattingen i kantonen Thurgau i Schweiz. Den är kommunens huvudort och ligger cirka 9 kilometer sydost om Schaffhausen. Orten har 1 063 invånare (2021).
Orten var före den 1 januari 1999 en egen kommun, men slogs då samman med kommunen Schlattingen till den nya kommunen Basadingen-Schlattingen.